# Football Club Nevers
Maillots
Le Football Club de Nevers, est un club de football français basé à Nevers. Il succède à la Jeune garde athlétique nivernaise, qui connut la Division 2 professionnelle dans les années 1970. 
Le club nivernais évolue pour la saison 2017-2018 en Régional 3 à la suite de sa promotion au printemps 2017. Le FC Nevers 58 évolue sur le terrain d'honneur de la Plaine de jeux des Senets à Nevers.

## Historique

### JGA Nevers (1948-2001)
Le club était soutenu par l'ancien ministre d'état Pierre Bérégovoy et jouait dans le Stade Louis Stévenot (fondateur du club) et de la Baratte. Il connaît ses heures de gloire dans les années 1970 et à la fin des années 1980, évoluant notamment en deuxième division lors de la saison 1973-1974 puis lors de la saison 1975-1976. 

### Nevers Football (2001-2016)
La JGA Nevers est liquidée pour faillite le 22 juin 2001. Le club disparaît alors complètement et est remplacée par le Nevers Football.

### FC Nevers 58 (depuis 2016)
Le Nevers Football est remplacé par le FC Nevers 58 à la suite d'un dépôt de bilan le 23 juin 2016,. Le club repart en Promotion district pour la saison 2016-2017 et termine à la première place pour sa première saison.
Le mercredi 20 juin 2018, le FC Nevers 58 officialise un partenariat sportif avec le club de l'AJ Auxerre, club professionnel historique de la région bourguignonne évoluant en Ligue 2. Ce partenariat, signé en présence des président des deux clubs ainsi qu'en présence de Monsieur Denis Thuriot, Maire de Nevers, est convenu pour une durée de 3 années et comprend de multiples échanges aussi bien sur le plan technique que pour diverses coopérations.
Pour la saison 2018-2019, l'équipe se maintient en Régional 3. La réserve quant à elle, est promue en Départemental 1.
Le 16 novembre 2019, à la suite du huitième tour de la coupe de France opposant l'US Charitoise à l'AJ Auxerre au stade des Senets, l'AJ Auxerre reverse équitablement sa recette du match entre le club de La Charité et celui du FC Nevers 58, club hôte de la rencontre.

#### Faux certificats médicaux: un épisode marquant pour le FC Nevers
En octobre 2024, le FC Nevers, dont l'équipe féminine venait tout juste d'être promue en Régional 2, a été secoué par une affaire inattendue. L'entraîneur principal de l'équipe féminine, Alain Dusart, a admis avoir fourni de faux certificats médicaux pour accélérer l'obtention de licences de trois joueuses de l'équipe première, ainsi que de deux joueurs de l'équipe masculine senior. Cet acte, commis dans l'espoir d'éviter des retards administratifs, a entraîné une suspension de trois ans prononcée par la Ligue de Bourgogne-Franche-Comté de football. Cet épisode a marqué un coup dur pour le club, qui tentait alors de consolider sa présence dans les compétitions régionales.

#### FC Nevers 58: Bilan et Perspectives
Le FC Nevers 58, fort de ses 328 licenciés, se distingue comme l’un des clubs les plus importants de la Nièvre, à égalité avec le Cosne UCS Football. Lors de son assemblée générale du 5 juillet 2024, le club a célébré la montée historique de son équipe féminine en Régional 2, une première pour le département, ainsi que les bons résultats de ses équipes de jeunes.
Le club innove également avec le lancement d’une section de football en marchant, destinée aux plus de 50 ans, tout en poursuivant ses ambitions pour l’équipe fanion, maintenue en R2. Cependant, il doit faire face à des défis budgétaires et logistiques, notamment en matière de partage des infrastructures sportives. Le président Abdérazak Boujlilat appelle à des soutiens accrus pour accompagner le développement du club et ses succès croissants.

## Identité du club

### Logos

Logo de 2016 à 2020.
Logo depuis 2020.

## Équipes
| Equipes           | Divisions               | Coupes                                        |
| Foot à 11         | Foot à 11               | Foot à 11                                     |
| ----------------- | ----------------------- | --------------------------------------------- |
| Senior 1          | Régional 2              | Coupe de France Coupe Bourgogne-Franche Comte |
| Senior 2          | Départemental 1         | Coupe Conseil Départemental                   |
| Senior Féminine 1 | Régional 2 F            | Coupe de France Féminine                      |
| Senior Féminine 2 | Critérium Féminin 1 & 2 | Coupe Féminines Seniors Départementale        |
| Senior Féminine 3 | Critérium Féminin 1 & 2 |                                               |
| U19-U18 21        | U18 R2                  | Coupe Gambardella                             |
| U15-U14 21        | U15 R2                  |                                               |
| U13-U12           | U13 D1 & U13 D2         |                                               |
| Futsal            |                         |                                               |
| U17-U16 FUTSAL    |                         |                                               |
| U15-U14 FUTSAL    |                         | Coupe U15 FUTSAL                              |

## Entraîneurs
- 1968-1975 :  Eugène Proust
- 1990-1994 :  Jean-Yves Chay
- 2008-2011 :  Daniel Bréard[12]
- 2011-2012 :  /  André Bodji
- 2012-2017 : Donnée Inconnu
- 2017-2018 :  Christophe Abran[13],[1]
- 2019 - 2024 :  Mohamed Farhan[14]
- Depuis 2024 :  Rachid El Edrissi[15]

## Palmarès
Source
| JGA Nevers | Nevers Football                                                                |
| --- | ------------------------------------------------------------------------------ |
| - Division d'Honneur - Champions : 1983 - 1986 -1991 - Coupe de Bourgogne - Vainqueur : 1972 - Promotion de Ligue - Champion : 1972 - Promotion d'Honneur - Champions (Equipe B) : 1973 - 1990 | - Promotion d'Honneur - Champion : 2013 - Division d'Honneur - Champion : 2009 |

## Joueurs emblématiques
- Gérard Craque
- Christian Payan
- André Guy
- Jean-Marie Lawniczak
- Alain Barry
- Bruno Martini[17],[18]
- Bernard Stakowiak
- Adrian Szczepanski
- Francois Zahoui
- Jean Simonin

## Liens Externes
- « FC NEVERS : site officiel du club de foot de VARENNES-VAUZELLES », sur FC NEVERS (consulté le 20 janvier 2024)